# Joseph Schoeters
Joseph Schoeters   (Mol, 12 de maig de 1947 - Lokeren, 1 de maig de 1998)Joseph "Jos" Schoeters va ser un ciclista belga, que fou professional entre 1969 i 1974. Quan era amateur va participar en els Jocs Olímpics de Ciutat de Mèxic de 1968 en la prova de ciclisme en ruta individual.

## Palmarès
Palmarès.
- 1967
  - 1r al Circuit du Hainaut
- 1968
  - 1r al Circuit du Hainaut
  - 1r a la Omloop Het Volk amateur
  - Vendedor de 2 etapes de la Cursa de la Pau
- 1969
  - 1r a Denderwindeke